# Amyema quandang
Amyema quandang é uma espécie de arbusto hemiparasítico que está difundido em todo o continente da Austrália, especialmente nas regiões áridas do interior; ele é por vezes referido como o visco cinzento.

## Ecologia
A planta tem uma relação hemiparasitária com a Acacia, registada em: A. aneura, A. cambagei, A. papyrocarpa, A. omalophylla e A. dealbata.

## Taxonomia
É membro de Santalales, os visco, colocada dentro da família Loranthaceae. A primeira publicação da espécie foi feita em uma nota de John Lindley em 1838.